# زلف‌آباد (ری)
زلف‌آباد (ری)، روستایی از توابع بخش فشاپویه شهرستان ری در استان تهران ایران است.

## جمعیت
این روستا در دهستان کلین قرار دارد و براساس سرشماری مرکز آمار ایران در سال ۱۳۸۵، جمعیت آن ۳۸ نفر (۱۲خانوار) بوده‌است.